# Замък Бари
Замък на Бари (на италиански: Castello di BariCastello di Bari) е средновековен замък, разположен в италианския град Бари в Южна Италия.

## История
Построен през 1131 г. от краля на Сицилия Рожер II върху руините на по-ранно византийско укрепление. Съграден отново през 1223 година от император Фридрих II, тъй като е бил разрушен.
Замъкът е заобиколен от ров от всички страни, с изключение на северната част, която е с излаз на море и може да бъде достъпен от моста и портата на южната страна. Използва се за изложби.

## Легенда за Франциск и императора
Има една история, че през 1221 година император Фридрих II се среща със свети Франциск от Асизи в този замък. Според традицията, императорът изпратил куртизанка в стаята на Франциск и наблюдавал през шпионка, за да види какво ще стане. Когато Франциск отпратил жената навън, Фридрих доволен от принципността му го извикал и двамата прекарали остатъка от нощта в разговор. Тази история не е потвърдена и не е извън съмнение, но се смята за правдоподобна.